# نوکیا ۹۲۱۰آی
نوکیا ۹۲۱۰آی یک‌نمونه از گوشی‌های تلفن همراه سری ارتباط شرکت نوکیا می‌باشد که توسط همین شرکت به بازار عرضه شده‌است.